# Apanteles saravus
Apanteles saravus är en stekelart som beskrevs av Nixon 1965. Apanteles saravus ingår i släktet Apanteles och familjen bracksteklar. Inga underarter finns listade i Catalogue of Life.